# Удавське
Удавське або Удавске (словац. Udavské) — село в Словаччині, Гуменському окрузі Пряшівського краю. Розташоване в східній частині Словаччини в південній частині Низьких Бескидів в долині р. Удави при впадінні до Лабірця.
Уперше згадується у 1317 році.
У селі є римо-католицький костел з 1927 року в стилі неоготики збудований на місці старішого костела з 1701 року в стилі бароко а також садиба з початку 19 століття в стилі класицизму, перебудована на початку 20 століття.

## Населення
| Рік:            | 1994. | 2004.   | 2014.   | 2024.   |
| --------------- | ----- | ------- | ------- | ------- |
| Кількість осіб: | 1230  | 1277    | 1217    | 1232    |
| Різниця:        |       | +3,82 % | -4,69 % | +1,23 % |

| Рік:            | 2023. | 2024.   |
| --------------- | ----- | ------- |
| Кількість осіб: | 1241  | 1232    |
| Різниця:        |       | -0,72 % |

У селі проживає 1 242 осіб.
Національний склад населення (за даними останнього перепису населення — 2001 року):
- словаки — 94,59 %,
- українці — 0,88 %,
- русини — 0,64 %,
- чехи — 0,48 %,
- угорці — 0,32 %,
- поляки — 0,08 %.

Склад населення за приналежністю до релігії станом на 2001 рік:
- римо-католики — 85,51 %,
- греко-католики — 8,28 %,
- православні — 0,88 %,
- протестанти — 0,40 %,
- не вважають себе вірянами або не належать до жодної вищезгаданої конфесії — 4,86 %.

### Видатні постаті
Йозеф Томко — словацький архієпископ, єдиний кардинал родом із Словаччини, теолог—письменник, у Ватикані завідував відділеням, яке неофіційно називають «ватиканською спецслужбою», народився в селі у 1924 році й провів там дитинство.